# スポーツの日
スポーツの日（スポーツのひ）は、各国が定める祝日である。

## カタール
カタールは、2月第2火曜日の祝日が「スポーツの日」である。国民の健康を促進するため2012年に定められた。

## インド
インドは、8月29日が「スポーツの日」である。ホッケー選手ディヤン・チャンドが、1928年、1932年、1936年のオリンピックでそれぞれ金メダルを獲得し、1926年から1948年の22年間に400以上ゴールし、国際ホッケーアリーナに名が刻まれた栄誉を称え、スポーツの栄典賞としてメジャー・ディヤン・チャンド賞、誕生日を記念してスポーツの日、がそれぞれ定められた。

## 日本
日本では、10月第2月曜日の祝日が「スポーツの日」である。1964年東京オリンピックで開会式が挙行された10月10日は、1966年から祝日として「体育の日」と定められたが、「体育の日」は2000年から10月第2月曜日に変更され、2020年から「スポーツの日」に名称が変更された。2020年に限り東京オリンピックの開会式予定日に合わせて7月24日に移動し、その後COVID-19の流行の影響で東京オリンピック自体が翌2021年に延期されたため、2021年についても開会式に合わせ7月23日に移動した。

## マレーシア
マレーシアは、10月第2土曜日の祝日が「スポーツの日 (マレー語: Hari Sukan Negara)」である。 国民の健康を促進するため2015年に施行された。

## イラン
イランは、10月17日が「体育およびスポーツの日」、10月17日から23日の1週間が「体育およびスポーツの週」である。日常生活で運動の重要性を示すため、憲法第3条に記されている。